# Benjamin Bourdon

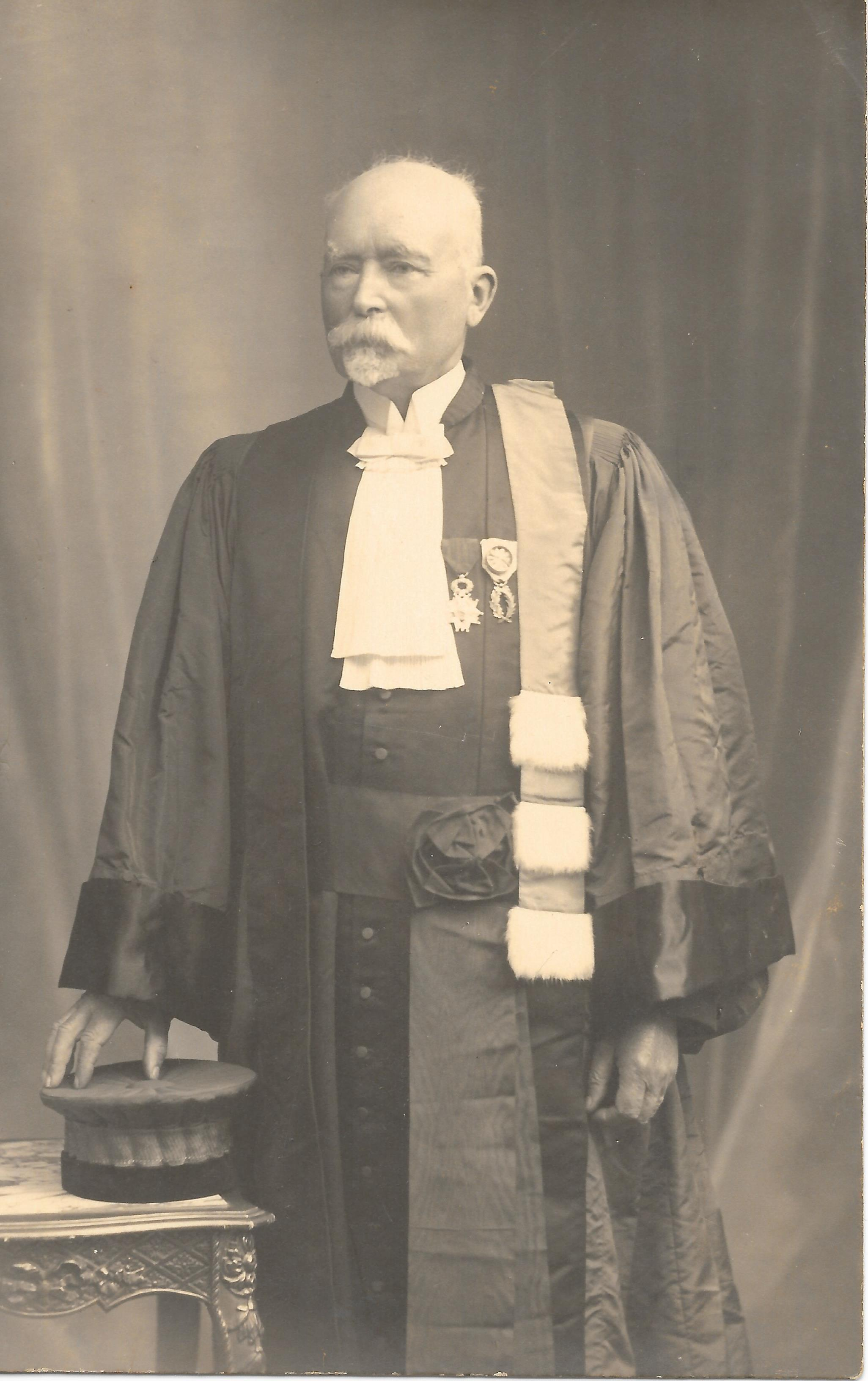
Benjamin Bourdon (1920)

Benjamin Bienaimé Bourdon (* 1860; † 1943) war ein französischer Psychologe.
Bourdon war Professor an der Universität Rennes.
Er befasste sich mit optischen Täuschungen. 1891 hielt er seine erste Vorlesung über Experimentalpsychologie. 1896 gründete er das experimentalpsychologische Labor an der Universität Rennes als eines der ersten psychologischen Laboratorien des Landes überhaupt. 
Nach ihm sind der von ihm entwickelte Bourdon-Test sowie die Bourdon-Täuschung benannt.

## Schriften
- L'Expression des émotions et des tendances dans le langage. Paris, Alcan, 1892
- La perception visuelle de l'espace. Paris, 1902
- L'Intelligence. Paris, Alcan, 1926
- Les fonctions systématisées de la vie intellectuelle. Nouveau traité de psychologie dirigé par Georges Dumas. Tome 5e, Alcan, 1936